# Aloe pallida
Aloe pallida é uma espécie de liliopsida do gênero Aloe, pertencente à família Asphodelaceae.